# نانسی درو (شخصیت)
نانسی درو (به انگلیسی: Nancy Drew) یک شخصیت داستانی و تخیلی در چند مجموعه فیلم و سریال معمایی آمریکایی است که توسط ادوارد استراتیمایر به عنوان همتای زن مجموعه هاردی بویز خلق شده‌است.
این شخصیت برای اولین بار در سال ۱۹۳۰ توسط تعدادی از نویسندگان و تحت جمعی منتشر شده نام مستعار کارولین کین ظاهر شد. در طول ده‌ها سال، این شخصیت در پاسخ به تغییر فرهنگ و سلایق ایالات متحده تکامل یافت.
از آغاز سال ۱۹۵۹، تا حدودی برای کاهش هزینه چاپ کتابها به‌طور گسترده تجدید نظر شده و کوتاه شدند. در فرایند تجدیدنظر، شخصیت اصلی قهرمان به گونه ای تغییر پیدا کرد که کمتر ناخوشایند و خشن باشد.
در دهه ۱۹۸۰، نانسی بزرگتر و حرفه ای تری در سریال جدیدی به نام "فایل‌های نانسی درو " ظاهر شد که شامل زیرمجموعه‌های عاشقانه بود.
سریال اصلی Nancy Drew Mystery Stories در سال ۱۹۳۰ آغاز شد و در سال ۲۰۰۳ به پایان رسید.
در سال ۲۰۰۴ سریال دختر کارآگاه راه اندازی شد و نانسی پیشرفته ای را در حال رانندگی و با تلفن همراه نشان می‌داد، در سال ۲۰۱۲، سریال دختر کارآگاه پایان یافت و سری جدیدی با نام خاطرات نانسی درو در سال ۲۰۱۳ راه اندازی شد. تصویرگری شخصیت با گذشت زمان تکامل یافت تا سبکهای معاصر را منعکس کند.
حداقل ۸۰ میلیون نسخه از کتاب نانسی درو به فروش رسیده‌است و کتاب‌ها به بیش از ۴۵ زبان ترجمه شده‌اند.
نانسی درو به عنوان تأثیرگذاری شماری از زنان نمادی از فرهنگ، از دادگاه عالی قضات ساندرا دی اوکانر و سونیا سوتومایور تا وزیر امور خارجه سابق هیلاری رودهام کلینتون و بانوی اول لورا بوش ذکر شده‌است. .
منتقدان ادبی فمینیستی، جذابیت ماندگار شخصیت را تجزیه و تحلیل کرده‌اند و به گونه ای گوناگون استدلال می‌کنند که نانسی درو یک قهرمان اسطوره ای است، بیانگر تحقق آرزو یا تجسم ایده‌های متناقض دربارهٔ زنانگی است.

## شخصیت نانسی درو
نانسی درو یک شخصیت تیزهوش تازه‌کار است. در نسخه‌های اصلی این سریال، وی دانش‌آموخته دبیرستانی ۱۶ ساله است و در نسخه‌های بعدی بازنویسی و بزرگتر می‌شود تا یک دانش‌آموخته و کارآگاه دبیرستانی ۱۸ ساله باشد.
در این مجموعه، او در شهر خیالی رود هیتز همراه پدرش، وکیل کارسون درو و خانه‌دار آنها، هانا گرون زندگی می‌کند.
در زمان کودکی (ده سالگی در نسخه‌های اصلی و سه سال در نسخه‌های بعدی)، مادر خود را از دست می‌دهد.
در نوجوانی، وقت خود را صرف حل اسرار می‌کند که برخی از آنها به آن سر می‌زنند و برخی از آنها به عنوان پرونده‌های پدرش آغاز می‌شود. معمولاً پسر عموزاده‌های او، بن ماروین و جورج فاین به او در حل اسرار کمک می‌کند: نانسی نیز گاه به گاه با دوست پسرش ند نیکرسون، دانشجو در کالج امرسون می‌پیوندد.
نانسی اغلب به عنوان یک دختر فوق‌العاده توصیف می‌شود. به تعبیر بابی آن ماسون "او به اندازه ماتا هاری و به همان اندازه بتی کراکر شیرین است. "
نانسی در شانزده سالگی، در مدرسه روانشناسی خوانده‌است، نقاش خوبی است و به زبان فرانسه صحبت می‌کند، و قایق موتوری می‌راند.
او یک راننده ماهر است که از شانزده سالگی با مهارت وارد گاراژ شد. او همچنین یک شناگر عالی، یک قایقران ماهر، خیاط متخصص، آشپز عالی و یک بازیکن بریج، تنیس و گلف است و در سوارکاری مهارت دارد. نانسی مانند جینجر راجرز می‌رقصد و می‌تواند کمکهای اولیه را انجام دهد.
نانسی هرگز فاقد پول است و در دوره‌های بعدی این سریال‌ها اغلب به مکان‌های دور دست می‌رود، مانند فرانسه در فیلم Mystery of 99 Step (1966)، Nairobi in The Spider Sapphire Mystery (1968)، اتریش در Captive Witness (1981)، ژاپن در عروس فراری (۱۹۹۴)، کاستاریکا در رسوایی اسکارلت ماکاو (۲۰۰۴) و آلاسکا در نفرین ستاره قطبی (۲۰۱۳). نانسی قادر به سفر آزادانه در مورد ایالات متحده، قدردانی در یک قسمت به ماشین خود را، که یک آبی هم اسب سواری در سری اصلی و یک رنگ آبی تبدیل در کتاب بعد. علی‌رغم مشکل و هزینه ای که برای حل اسرار می‌رود، نانسی هرگز جبران پولی را نمی‌پذیرد. با این حال، با استنباط، هزینه‌های او غالباً به عنوان بخشی از هزینه‌های حل یکی از موارد وی توسط مشتری پدرش پرداخت می‌شود.

### خلق شخصیت

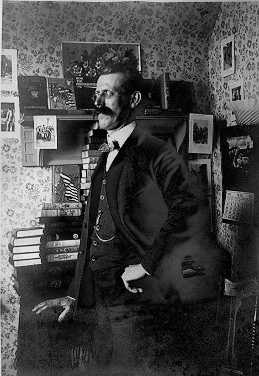
ادوارد استراستمیر شخصیت تصور و خطوط طرح نوشت، اما استخدام میلدرد Wirt است بنسون به بنام شخص دیگری حجم اولین بار در سری با نام مستعار کارولین کین.

این شخصیت توسط ادوارد استراستمیر، ساخته شد. در سال ۱۹۲۶ استراستمیر سریال هاردی بویز را خلق کرد که چنین موفقیتی بود که وی تصمیم گرفت در مورد سریال مشابهی برای دختران، با یک کارآگاه دختر تازه‌کار به عنوان قهرمان بازی کند در حالی که استراستمیر اعتقاد داشت که محل زندگی یک زن در خانه است، او آگاه بود که کتاب‌های هاردی بویز محبوب خوانندگان دختر بودند و آرزو می‌کردند با ارائه یک قهرمان زن قوی، از علاقه دختران به اسرار استفاده کنند.
استراستمیر در ابتدا سری جدید را به ناشران هاردی بورس Grosset &amp; Dunlap به عنوان "داستانهای Stella Strong" اختصاص داد و افزود: "همچنین ممکن است آنها را" Diana Drew Stories "," Diana Dare Stories "," Nans Nelson Stories "," Nan Drew "بنامیم. داستانها یا "داستانهای هلن هیل". " سردبیران در Grosset & Dunlap «نان درو» را از این گزینه‌ها ترجیح دادند، اما تصمیم گرفتند «نان» را به «نانسی» افزایش دهند. Stratemeyer بر این اساس شروع به نوشتن خطوط طرح و استخدام میلدرد Wirt است، بعد میلدرد Wirt است بنسون، به بنام شخص دیگری حجم اولین بار در سری تحت نام مستعار کارولین کین. عناوین بعدی توسط تعدادی از نویسندگان ارواح مختلف نوشته شده‌است، همه با نام مستعار کارولین کین.

### تکامل شخصیت
شخصیت نانسی درو در طی سالیان متمادی تغییرهای زیادی را پشت سر گذاشته‌است. سریال Nancy Drew Mystery در اوایل سال ۱۹۵۹ مورد بازنگری قرار گرفت و موافقت شدکه شخصیت نانسی از اصل کتابهای نانسی که در دهه ۱۹۳۰ و ۱۹۴۰ نوشته شده‌است، تغییر چشمگیری داشته‌است.
ناظران همچنین اغلب تفاوت زیادی بین نانسی درو سری اصلی با مجموعه The Nancy Drew Files و Girl Detective را مشاهده می‌کنند. با این وجود، برخی تفاوت معنی داری بین انواع نانسی دروها پیدا نمی‌کنند و نانسی را به عنوان یک الگوی نقش خوب برای دختران می‌دانند. با وجود تجدید نظرها، "آنچه تغییر نکرده‌است، ارزشهای اساسی [نانسی]، اهداف، فروتنی و استعداد او برای داشتن حداقل ۹ زندگی است. بیش از شش دهه، جوهر او دست نخورده باقی مانده‌است. "
نانسی "ملکه کارآگاه نوجوان" است که "چیزی بیشتر از ماجراجویی را به خوانندگان دختر ارائه می‌دهد: او به آنها چیزی اصلی می‌دهد. در این کنوانسیون آمده‌است که دختران منفعل، قابل احترام و احساساتی هستند، اما نانسی کنوانسیون‌ها را خم می‌کند و خیالات قدرت هر دختر را انجام می‌دهد. "
مفسران دیگر نانسی را "پارادوکس" می‌دانند، به همین دلیل است که فمینیستها می‌توانند او را به عنوان یک نماد سازنده "قدرت دختر" مورد ستایش قرار دهند و محافظه کاران می‌توانند ارزشهای طبقه متوسط او را به خوبی ببینند. "

## در رسانه‌های دیگر
نانسی درو چندین بار با موفقیت به انواع شکل‌های رسانه ای اقتباس شده‌است.
این شخصیت تاکنون (آوریل ۲۰۲۰) در شش فیلم بلند سینمایی، سه سریال تلویزیونی، چهار بخش تلویزیونی، چهل بازی ویدیویی و دو سری کتاب‌های کمیک مجزا اقتباس شده‌است.
اقتباس‌های فیلم و تلویزیون از شخصیت نانسی با نقدهای مختلفی روبرو شده‌است، در حالی که بازی‌های ویدئویی توسط Her Interactive اغلب مورد ستایش قرار گرفته‌است.

### فیلم‌ها

#### بونیتا گرانویل
در سال ۱۹۳۷، برادران وارنر حق چاپ مجموعه کتابهای نانسی درو را از سندیکای استراتمیر، با قیمت ۶۰۰۰ دلار خریداری کرد. برادران وارنر می‌خواست مجموعه ای از فیلم‌ها را بر اساس شخصیت ایجاد کند. آدامز استراتمیر، تمام حقوق فیلم را به برادران وارنر فروخت، اقدامی که بعداً از آن پشیمان می‌شد و بعداً توسط ناشرانش مورد سؤال قرار می‌گرفت.
از سال ۱۹۳۸ تا ۱۹۳۹ چهار فیلم در این مجموعه اکران شدند. همه آنها به کارگردانی ویلیام کلمنز، ساخته شده بودند و بونیتا گرانویل به عنوان نانسی درو، جان لیتل به عنوان کارسون درو؛ و فرانکی توماس در نقش تد نیکرسون در این فیلم‌ها ایفای نقش می‌کردند.
این سریال توسط برادران وارنر در آوریل ۱۹۳۸ اعلام شد. این چهار فیلم عبارتند از:
- نانسی درو . . کاراگاه (نوامبر ۱۹۳۸؛ براساس رمز عبور به لارکپور لین)
- نانسی درو . . خبرنگار (فوریه ۱۹۳۹)
- نانسی درو…دردسر ساز (ژوئن ۱۹۳۹)
- نانسی درو و پلکان پنهان (سپتامبر ۱۹۳۹؛ براساس پله پنهان)

#### اما رابرتز
کار بر روی نسخه جدید فیلم نانسی درو از اواسط دهه ۱۹۹۰ در کمپانی برادران وارنر در حال اجرا بود، با این حال، تا اواسط دهه ۲۰۰۰ هیچ چیز به نتیجه نرسید.
در ۱۵ ژوئن ۲۰۰۷، برادران وارنر. تصاویر فیلم جدیدی با عنوان نانسی درو، با بازی اما رابرتز در نقش نانسی، ماکس تیریوت به عنوان ند نیکرسون و تیت دونووان در نقش کارسون درو را منتشر کردند.
این فیلم با کارگردانی اندرو فلمینگ و تیفانی پائولسن کارگردانی کرد و تولید این فیلم را جری وینتراوب به عهده گرفت.
پیش از انتشار فیلم در سال ۲۰۰۷، رابرتز، فلمینگ و وینتراوب برای دو دنباله نانسی درو وارد سیستم شدند. اما با وجود موفقیت آمیخته فیلم اول، اما رابرتز تصمیم گرفت تا به سوی پروژه‌های دیگر برود و این فیلم‌ها هرگز ساخته نشدند.

#### سوفیا لیلیس
در تاریخ ۲۰ آوریل ۲۰۱۸، برادران وارنر اعلام کردند که آنها در حال ساخت مجموعه جدید فیلم نانسی درو، با عنوان نانسی درو و پلکان پنهان با بازیگری سوفیا لیلیس به عنوان نانسی درو هستند. الن دی جنرس و وندی ویلیامز در بین تهیه‌کنندگان حضور دارند.

### تلویزیون

#### اسرار هاردی بویز/ نانسی درو
اولین و موفق‌ترین تلاش برای بودن نانسی درو در تلویزیون، فیلم The Hardy Boys / Nancy Drew Mysteries بود که از سال ۱۹۷۷ تا ۱۹۷۹ در ABC اجرا شد. پاملا سو مارتین، در نقش نانسی، با ژان راسی و جورج اوهانلون جونیور به عنوان جورج و ند و ویلیام شارلت در نقش کارسون درو ایفای نقش کرد.
فصل اول در ابتدا با هاردی بویز متناوب بود. پسران بویز با موفقیت روبرو شدند، اما قسمت‌های درو با نتایج متفاوتی روبرو شد. در فصل دوم، این رویه تغییر کرد و سریال هاردی بویز را به عنوان شخصیت‌های برجسته تر معرفی کرد، در حالی که نانسی درو عمدتاً یک شخصیت دوره ای در قسمت‌های متقاطع بود. سه قسمت «انفرادی» باعث شد در آن فصل سوزان باکنر در نقش جورج به نمایش درآید و بیشتر به موارد عجیب تری متمرکز شد. پس از قسمت سیزدهم، پاملا سو مارتین با استناد به تغییرات ایجاد شده در شخصیت و نمایش، این سریال را ترک کرد. جنت لوئیز جانسون ۱۹ ساله در ۴ بازی پایانی خود، جایگزین مارتین شد. هنگامی که این سریال برای یک فصل سوم برگشت، نانسی درو از این سریال کنار رفت و به‌طور کامل روی هاردی بویز متمرکز شده‌است. پس از این تغییر، ABC این سریال را لغو کرد.
اگرچه جنبه نمایش نانسی درو در این سریال با استقبال متفاوتی روبرو شد، اما به عنوان وفادارترین اقتباس این شخصیت از کتاب اصلی، در نظر گرفته می‌شود.

#### نانسی درو (سریال تلویزیونی ۱۹۹۵)
دومین سریال " نانسی درو " از سپتامبر تا دسامبر ۱۹۹۵ پخش شد. تریسی رایان با تهیه‌کنندگی نلوانا، در نقش نانسی درو بازی کرد که اکنون دانشجوی ۲۱ ساله جرم‌شناسی است و به شهر نیویورک نقل مکان کرده و در یک مجتمع آپارتمانی مجلل به نام "کالستو" زندگی می‌کند. نانسی رازهای مختلفی را با بس (جن اروین)، یک ستون نویس شایعات در روزنامه، و جورج (جوی تانر)، پستچی و فیلمساز آماتور حل کرد. اسکات اسپیدمن به عنوان نید نیکرسون که در فعالیت‌های خیریه در آفریقا فعالیت می‌کند، بازی کرد.

##### نانسی درو (فیلم ۲۰۰۲)
در ۱۵ دسامبر ۲۰۰۲، ABC، فیلم نانسی درو را با بازی مگی لوسون و تهیه کنندگی لارنس بندر منتشر کرد. این فیلم قرار بود یک قسمت برای یک سریال هفتگی باشد که در آن نانسی و دوستانش در حال رفتن به کالج در یک محیط مدرن بودند و نانسی مدرک روزنامه‌نگاری دارد. این قسمت به عنوان بخشی از سریال «دنیای شگفت‌انگیز دیزنی» پخش شد.

#### نانسی درو (سریال تلویزیونی ۲۰۱۹)
سومین مجموعه تلویزیونی، نانسی درو، در ۹ اکتبر ۲۰۱۹ در سی‌دابلیو به نمایش درآمد. این مجموعه که توسط جاش شوارتز و استفانی سوج ساخته شده‌است، کندی مکمان در این مجموعه به عنوان نانسی درو، لی لوئیس به عنوان جورج و اسکات ولف به عنوان کارسون درو بازی می‌کنند. این سریال در حول رفتن نانسی به دانشگاه می‌چرخد.

#### مجموعه‌های تلویزیونی منتشر نشده
در سال ۱۹۵۷، دزیلو و سی‌بی‌اس، مجموعه ای را با نام نانسی درو، کارآگاه، بر اساس فیلم‌های دهه ۱۹۳۰ ساختند. در این فیلم روبرتا شور در نقش اصلی به عنوان نانسی درو، تیم کومیدین به عنوان ند نیکرسون و فرانکی توماس جونیور به عنوان کارسون درو ایفای نقش کردند. این سریال نتوانست اسپانسر پیدا کند. با مشکلات حقوقی و عدم تأیید هریت آدامز، ایده سریال سرانجام کنار گذاشته شد.
در اکتبر سال ۱۹۸۹، شرکت تولیدی کانادایی نلوانا شروع به فیلمبرداری برای ۱۳ قسمت سریال تلویزیونی نانسی درو به نام‌های نانسی درو و دختر برای شبکه یو اس ای کرد. مارگوت کیدر به عنوان بزرگسالی نانسی درو، و دخترش مگی مک گوی به عنوان دختر نانسی بازیگر شد. با این حال، کیدر هنگام فیلمبرداری قسمت اول هنگامی که ترمزها روی اتومبیلی که رانندگی می‌کرد شکست خورد، به شدت آسیب دید. این قسمت درحالی که به پایان نرسیده بود، کنسل شد.
در اکتبر سال ۲۰۱۵، سی‌بی‌اس اعلام کرد که در حال ساخت مجموعه جدید بر اساس نسخه قدیمی تر نانسی است. در ژانویه سال ۲۰۱۶، سی‌بی‌اس دستور داد یک قسمت تحت عنوان درو، و این شخصیت یک کارآگاه پلیس غیر قفقازی در شهر نیویورک در دهه سی باشد. این قسمت، که توسط جوآن راتر و تونی فیلان نوشته شده بود، حول تحقیق نانسی درمورد مرگ بس ماروین است. در این مجموعه سارا شاهی به عنوان نانسی درو، ونسا فرلیتو به عنوان جورج فاین، آنتونی ادواردز به عنوان کارسون درو، استیو کاز عنوان ند نیکرسون و دبرا مانک به عنوان هانا گران ایفای نقش می‌کنند. این قسمت در مارس ۲۰۱۶ در نیویورک سیتی فیلمبرداری شد و توسط جیمز استرانگ کارگردانی شد. هرچند این قسمت هم با موفقیت به پایان نرسید.
در اکتبر سال ۲۰۱۷، فیلان و راتر یک قسمت بازسازی شده را به ان‌بی‌سی آوردند، این قسمت پیرامون یک نانسی میانسال می‌چرخد که برای حل رمز و راز قتل باید با دوستان سابق خود همگام شود. با این حال، قسمت بازسازی شده هرگز منتشر نشد و فیلان و راتر از آن زمان استودیوی سی‌بی‌اس را ترک کرده‌اند.